# Kanton Machecoul
Kanton Machecoul (fr. Canton de Machecoul) je francouzský kanton v departementu Loire-Atlantique v regionu Pays de la Loire. Tvoří ho šest obcí.

## Obce kantonu
- La Marne
- Machecoul
- Paulx
- Saint-Étienne-de-Mer-Morte
- Saint-Mars-de-Coutais
- Saint-Même-le-Tenu